# Daniel Liénard de Beaujeu
Pour les articles homonymes, voir Liénard et Beaujeu.
Daniel Hyacinthe Liénard de Beaujeu, né à Montréal le 19 août 1711 et mort près de Fort Duquesne le 9 juillet 1755, est un officier français durant la guerre de Sept Ans commandant de Fort Niagara. 

## Biographie
Fils de Louis Liénard de Beaujeu et de Denise-Thérèse Migeon. Le 4 mars 1737, il se marie avec Michelle-Elisabeth Foucault avec laquelle il a neuf enfants. Il était un officier durant la guerre de Sept Ans. 
Commandant de Fort Niagara, il organise l'attaque préventive des troupes du général Braddock alors que celles-ci traversent la rivière Monongahela afin d'assiéger Fort Duquesne en Nouvelle-France.

Conduisant une petite force composée de soldats réguliers, de miliciens et d'une majorité d'Indiens, il parvient à défaire les troupes britanniques. 
Bien que tué dès le début de l'affrontement, il resta célèbre pour avoir utilisé des coutumes indiennes, tel que le port de peintures de guerre, pendant l'embuscade. Il fut enterré sous les murs de Fort Duquesne (aujourd'hui Pittsburgh).